# Monte Hachimantai
El monte Hachimantai (八幡平, Hachimantai) es el pico más alto de un grupo de estratovolcanes distribuidos alrededor de la meseta de Hachimantai en las montañas Ōu, en el norte de Honshū, Japón. Esta meseta volcánica forma parte de la zona volcánica de Nasu y se encuentra a caballo entre la prefectura de Iwate y la de Akita. El volcán está incluido en la lista de las 100 Montañas Famosas de Japón, y forma parte del parque nacional Towada-Hachimantai.

## Etimología
Hay varias leyendas sobre el origen del nombre "Hachimantai". En una leyenda, el general Sakanoue no Tamuramaro de finales del período Nara persiguió a un grupo de guerreros Emishi hasta la zona, y quedó tan impresionado con la belleza natural de la región que dijo que debía ser la morada de los kami Hachiman. En otra leyenda, el área recibió su nombre de Minamoto Yoshiie, un guerrero de finales  del período Heian cuyo apodo era "Hachiman Tarō".

## Geografía

### Situación
La meseta de Hachimantai está situada aproximadamente a 40 kilómetros al sur del lago Towada y a 18 kilómetros al noreste del lago Tazawa, dentro de los límites de la ciudad de Hachimantai, Iwate, y del pueblo de Kazuno, Akita. El monte Akita-Komagatake, el pico más alto de la prefectura de Akita, se encuentra al suroeste, y el monte Iwate está al sureste. Ambos picos se incluyen a veces en el perímetro geográfico de la meseta de Hachimantai, aunque forman grupos volcánicos distintos.

### Geología
En sentido general, la meseta de Hachimantai es un antiguo escudo volcánico, nivelado por la erosión o deformado por desprendimientos o superposiciones laterales, o cubierto por productos de la actividad volcánica más reciente. La capa más profunda está compuesta por roca madre terciaria que descansa sobre una capa de rocas sedimentarias paleozoicas que contienen bloques de granito cretácicos. La capa litosférica está compuesta por roca piroclástica ácida del Pleistoceno inferior [y del Holoceno]. En la superficie, la extensión volcánica está compuesta por rocas magmáticas: ignimbritas y conos volcánicos de andesita, dacita y basalto. En la meseta de Hachimantai y en su periferia inmediata, el relieve está marcado por dos cadenas de conos volcánicos, alineados uno a lo largo de un eje norte-sur y el otro a lo largo de un eje oeste-este, y que se cruzan en el lugar del monte Hachimantai. La cadena norte-sur se extiende a lo largo de 10 km e incluye, de norte a sur, el monte Mokko (1577 m), el monte Morobi (1516 m), un pico anónimo (1481 m), el monte Keson (1448 m), el monte Ōbuka (1541 m) y el monte Komokko (1467 m). La cadena oeste-este tiene 15 km de longitud e incluye, de oeste a este, el monte Fukenoyu (1120 m), el monte Hachimantai, el monte Gentan (1595 m), el monte Appi (1176 m), el monte Ebisu (1496 m) y el monte Daikoku (1446 m), el monte Yanomune (1397 m), el monte Maemori (1304 m) y el monte Nishimori (1328 m). Esta segunda cadena se extiende hacia el oeste para incluir el estratovolcán Monte Akita-Yakeyama (1366 m) que tiene una doble cima. Más de veinte cráteres se distribuyen por la meseta, a veces formando cadenas, con diámetros que van de unos pocos metros a 180 m. La mayoría de estas depresiones volcánicas están parcialmente rellenas por lagos o pantanos.

## Historia
En la actualidad, la actividad hidrotermal se mantiene en la caldera del monte Akita-Yakeyama y sus alrededores en forma de fumarolas, la circulación de agua de las fuentes termales y, en algunos lugares, charcos de lodo hirviendo y depósitos de azufre. En la era actual se han registrado más de ocho erupciones del monte Akita-Yakeyama, especialmente en 1678, tres en el siglo XIX y cinco en el siglo XX, pero ninguna erupción del propio monte Hachimantai. Sin embargo, la Agencia Meteorológica de Japón, en cumplimiento de las normas internacionales desde 2003, considera que un volcán está activo si ha entrado en erupción durante el Holoceno, durante los últimos 10.000 años aproximadamente, o muestra una actividad geotérmica significativa. En consecuencia, toda la meseta de Hachimantai (incluido el monte Hachimantai) está en su lista de volcanes activos en Japón.

## Actividad humana

### Extracción de minerales
En 1882, un aldeano descubrió un afloramiento de azufre nativo en el pueblo de Matsuo, al pie de la ladera sureste del monte Chausu. La explotación a gran escala del depósito comenzó en 1914 con la apertura de la mina Matsuo, que también producía hierro y cobre. La mina empleaba a 1500 personas en su apogeo, pero se cerró en 1971.

### Turismo
La zona de Hachimantai es accesible desde los centros urbanos de Kazuno, Hachimantai, Semboku y Morioka. La Línea Aspite es una carretera turística de montaña de 27 km que atraviesa la zona, conocida por sus paisajes otoñales y sus altas paredes de nieve en primavera.

### Deportes de invierno
La estación de esquí de Apppi Kogen es una de las más grandes de Japón, con 21 pistas de esquí y más de 45 kilómetros de pistas, con seis remontes. La estación de Hachimantai tiene dos áreas: La zona de esquí Panorama tiene siete pistas y cuatro remontes, y es popular entre los principiantes. La zona de esquí de Shimokura tiene tres pistas y tres remontes, y es popular entre los esquiadores de nivel medio y avanzado.

### Onsen
Como la meseta de Hachimantai es un área geotérmica particularmente activa, los complejos tradicionales de aguas termales, algunos de los cuales tienen una historia de más de 250 años, son comunes. La temperatura y la composición del agua varían de un lugar a otro. El onsen de Hachimantai es un manantial de azufre. Appi onsen es un manantial alcalino simple, y Shin-Appi onsen tiene agua muy salina. El onsen Toshichi a 1400 metros es el más alto de la región de Tohoku y tiene aguas de color blanco lechoso.

### Protección del medio ambiente
El monte Hachimantai y sus alrededores inmediatos están protegidos desde febrero de 1936 en el parque nacional Towada-Hachimantai, que abarca una superficie de 855,34 km2 dividida en dos zonas: una incluye el lago del cráter de Towada en las prefecturas de Akita y Aomori, y la otra la meseta volcánica alta Hachimantai. La meseta alta de Hachimantai es un biotopo para la cohabitación de muchas especies de aves silvestres y sus bosques y humedales proporcionan un terreno fértil para diversas especies de plantas, incluidas varias variedades de plantas alpinas.

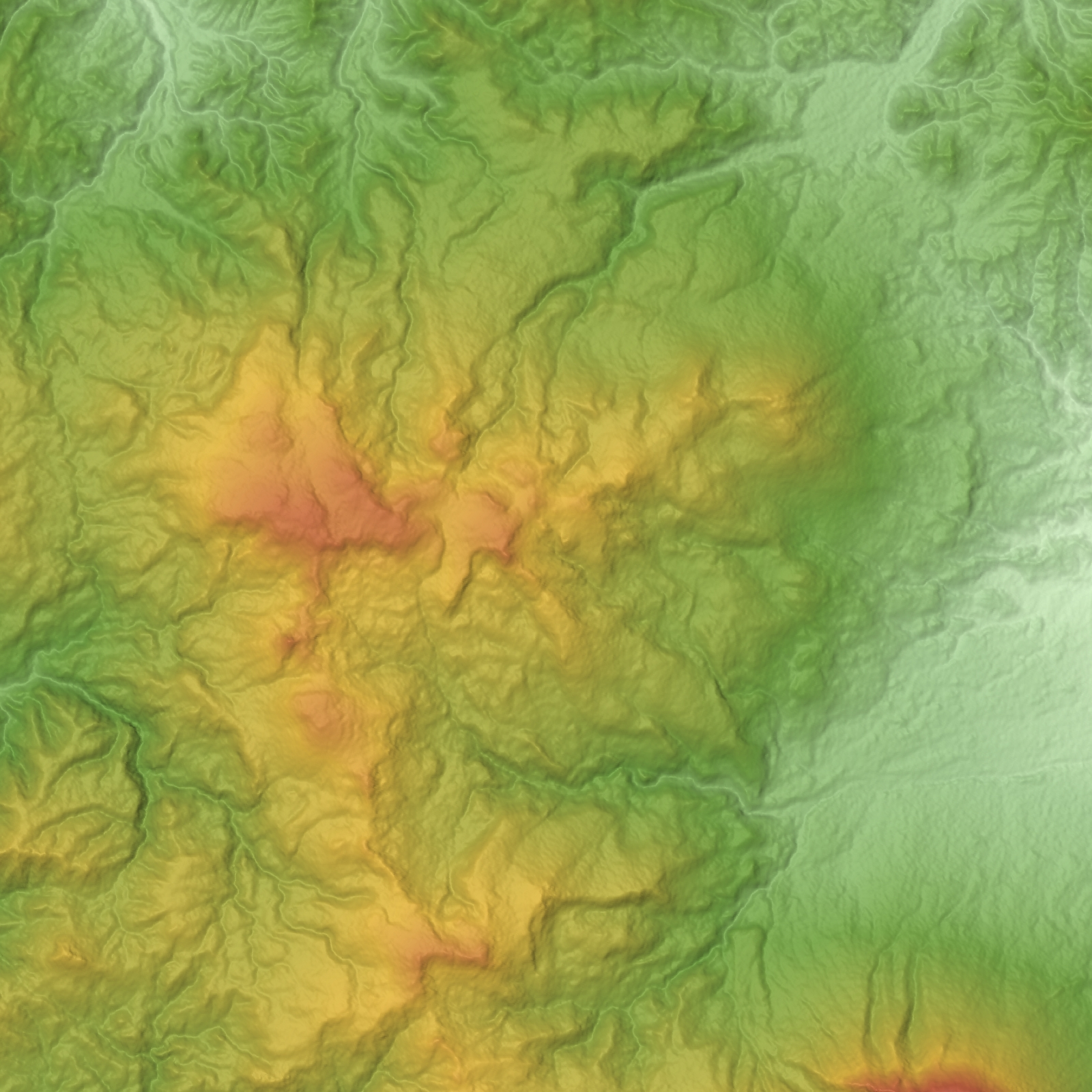
Grupo volcánico Hachimantai
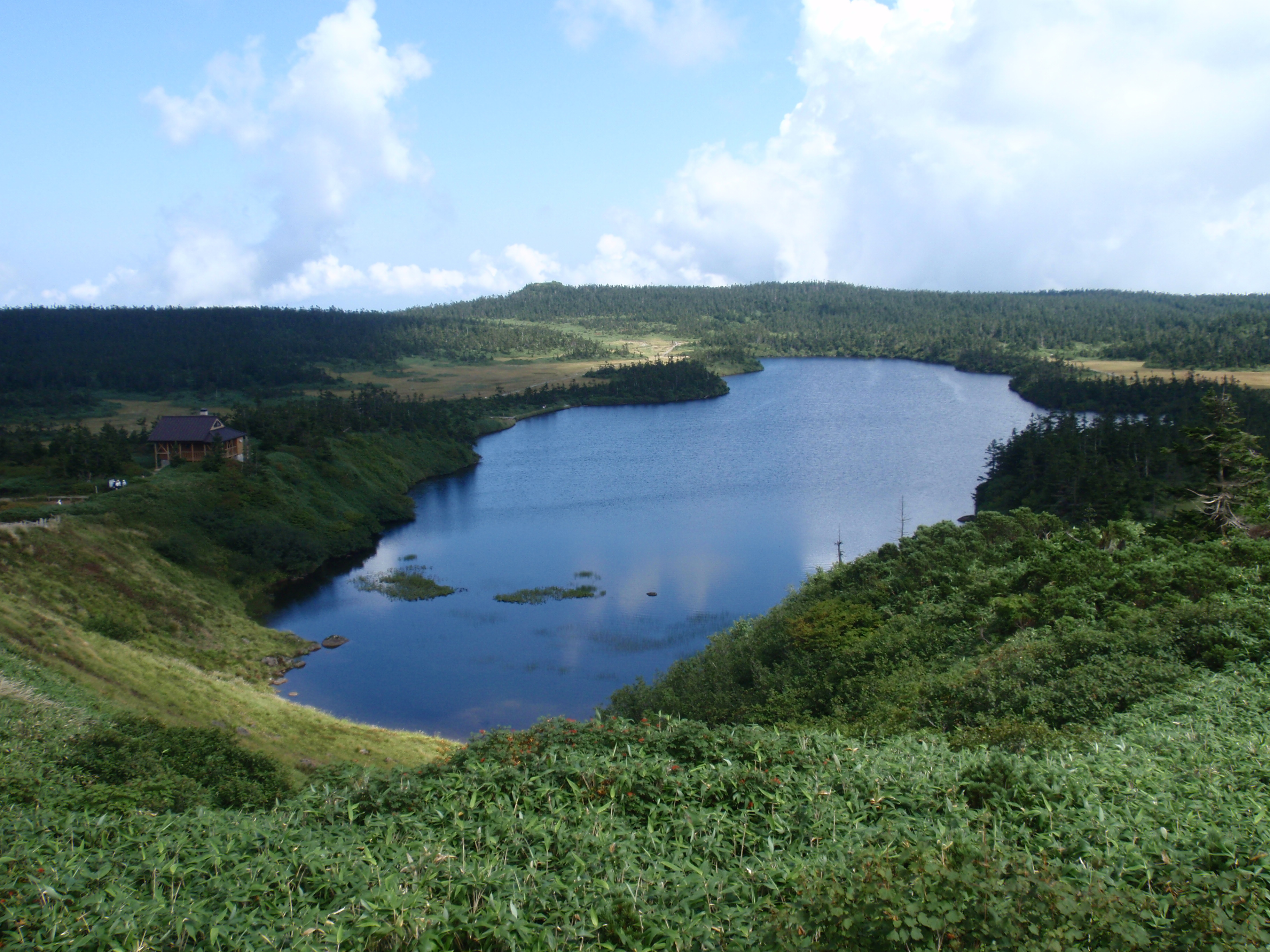
Estanque de Hachiman
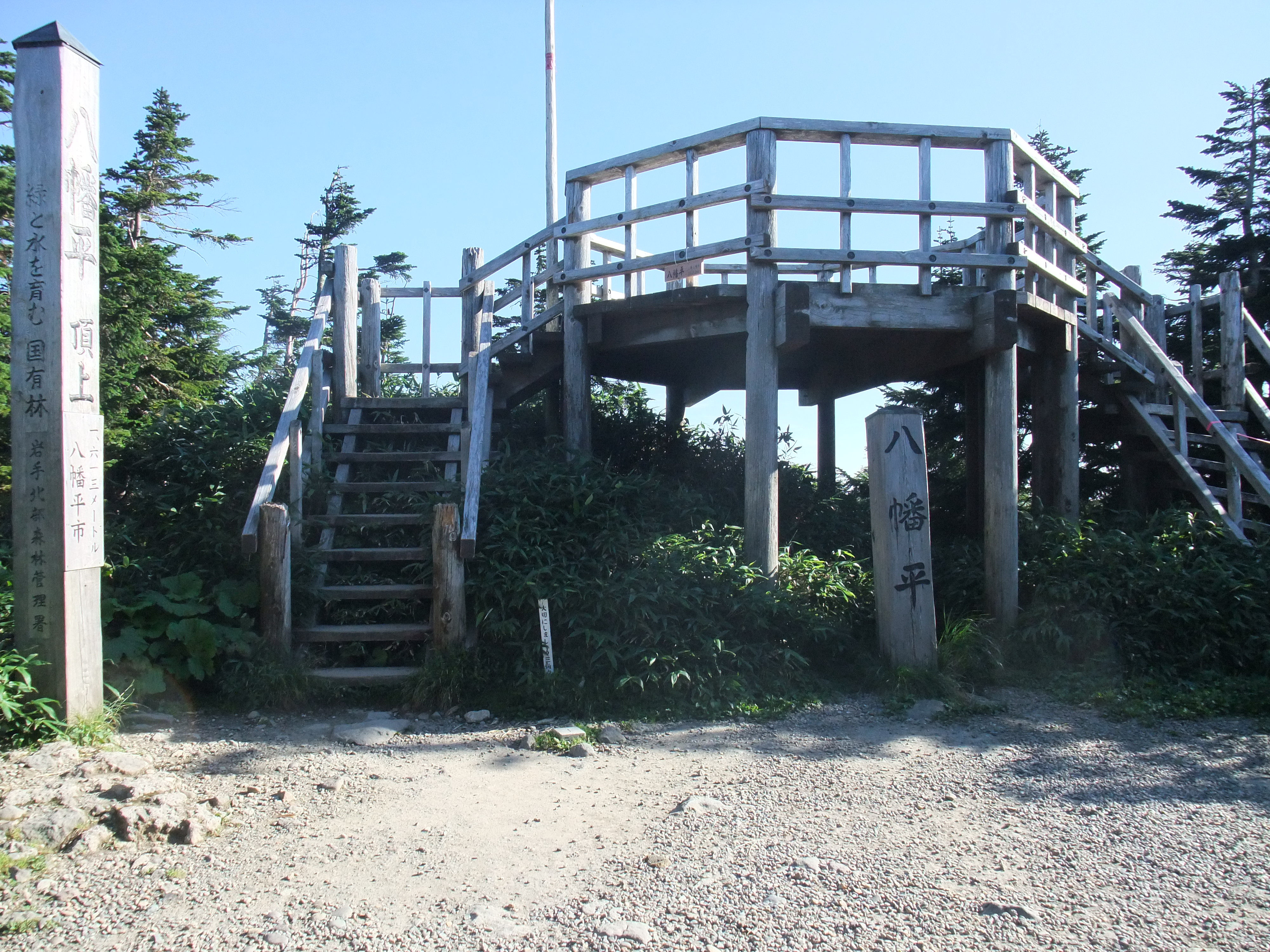
La cumbre del monte Hachimantai